# Ласки, Герда
Герда Ласки (нем. Gerda Laski 4 июня 1893 — 24 ноября 1928) — австрийско-немецкий ученый-физик, известная исследованиями инфракрасного излучения. Получила степень доктора физики в Венском университете в 1917 году.
Руководила Институтом Общества кайзера Вильгельма по исследованию волокон, впоследствии перешла в институт метрологии Physikalisch-Technische Bundesanstalt, где в 1928 году основала собственный отдел. Её исследования ставили под сомнение постулаты Бора.